# Barut
Barut est une localité polonaise du gmina de Jemielnica, située dans le powiat de Strzelce en voïvodie d'Opole.